# Lucie Prost
Pour les articles homonymes, voir Prost.
Lucie Prost, née le 17 novembre 1903 à Saint-Léger-sur-Dheune et morte le 25 novembre 1971 à Sevran, est une athlète française. 

## Biographie
Lucie Prost remporte la médaille d'argent du relais 4x110 yards aux Jeux mondiaux féminins de 1922. Elle est sacrée championne de France du 250 mètres en 1923.
Elle évolue toute sa carrière au sein du Racing club de France.